# 深見真
深見 真（ふかみ まこと、1977年8月5日 - ）は、日本の小説家、漫画原作者、脚本家。熊本県熊本市出身。

## 人物
アクション描写、特に銃器、格闘技を用いた戦闘シーンの描写を得意とする。美少女アニメ全般が好きで、特にきらら系が大好き。

## 作品

### 書籍
- ブロークン・フィスト 
  1. ブロークン・フィスト 戦う少女と残酷な少年（2002年1月 富士見ミステリー文庫）
  2. ブロークン・フィスト 2 傷だらけの遠い明日（2002年6月 富士見ミステリー文庫）
  3. ブロークン・フィスト 3 風に躍る宿命の調べ（2003年1月 富士見ミステリー文庫）
- ヤングガン・カルナバル
  1. ヤングガン・カルナバル（2005年6月 トクマ・ノベルズEdge／2011年4月 徳間文庫）
  2. ヤングガン・カルナバル バウンド・トゥ・バイオレンス（2005年10月 トクマ・ノベルズEdge／2011年5月 徳間文庫）
  3. ヤングガン・カルナバル 銃と恋人といま生きている実感（2006年2月 トクマ・ノベルズEdge／2011年6月 徳間文庫）
  4. ヤングガン・カルナバル 天国で迷子（2006年4月 トクマ・ノベルズEdge／2011年8月 徳間文庫）
  5. ヤングガン・カルナバル ドッグハウス（2006年6月 トクマ・ノベルズEdge／2011年10月 徳間文庫）
  6. ヤングガン・カルナバル そして少女は消えた（2006年10月 トクマ・ノベルズEdge／2011年12月 徳間文庫）
  7. ヤングガン・カルナバル 愛しき日々、やがて狩の季節（2006年12月 トクマ・ノベルズEdge／2012年2月 徳間文庫）
  8. ヤングガン・カルナバル 前夜祭・標的は木暮塵八（2007年4月 トクマ・ノベルズEdge／2012年6月 徳間文庫）
  9. ヤングガン・カルナバル 開催・バンケットの死闘（2007年10月 トクマ・ノベルズEdge／2012年9月 徳間文庫）
  10. ヤングガン・カルナバル 後夜祭・ラストマンスタンディング（2008年4月 トクマ・ノベルズEdge／2012年11月 徳間文庫）
  11. ヤングガン・カルナバル・スペシャル ファイトバック・ホンコン（2009年6月 トクマ・ノベルズEdge／2013年4月 徳間文庫）
  12. ヤングガン・カルナバル グッドバイ、ヤングガン（2010年10月 トクマ・ノベルズEdge／2013年2月 徳間文庫）
- 疾走する思春期のパラベラム
  1. 疾走する思春期のパラベラム（2006年10月 ファミ通文庫）
  2. 疾走する思春期のパラベラム 灰色領域の少女（2007年3月 ファミ通文庫）
  3. 疾走する思春期のパラベラム デイドリーム（2007年9月 ファミ通文庫）
  4. 疾走する思春期のパラベラム 心的爆撃（2008年4月 ファミ通文庫）
  5. 疾走する思春期のパラベラム この世の人々が許しあうまであと千億の夜（2008年12月 ファミ通文庫）
  6. 疾走する思春期のパラベラム みんな大好きな戦争（2010年5月 ファミ通文庫）
  7. 疾走する思春期のパラベラム 君に愛を、心に銃を（2011年6月 ファミ通文庫）
- 武林クロスロード
  1. 武林クロスロード（2007年5月 ガガガ文庫）
  2. 武林クロスロード 2（2007年11月 ガガガ文庫）
  3. 武林クロスロード 3（2008年7月 ガガガ文庫）
  4. 武林クロスロード 4（2009年5月 ガガガ文庫）
- GENEZ
  1. GENEZ 1（2009年5月 富士見ファンタジア文庫）
  2. GENEZ 2（2009年9月 富士見ファンタジア文庫）
  3. GENEZ 3（2010年2月 富士見ファンタジア文庫）
  4. GENEZ 4（2010年6月 富士見ファンタジア文庫）
  5. GENEZ 5（2010年11月 富士見ファンタジア文庫）
  6. GENEZ 6（2011年3月 富士見ファンタジア文庫）
  7. GENEZ 7（2012年1月 富士見ファンタジア文庫）
  8. GENEZ 8（2013年2月 富士見ファンタジア文庫）
- ロマンス、バイオレンス＆ストロベリー・リパブリック
  1. ロマンス、バイオレンス＆ストロベリー・リパブリック（2010年5月 ガガガ文庫）
  2. ロマンス、バイオレンス＆ストロベリー・リパブリック 2（2011年1月 ガガガ文庫）
- シークレット・ハニー
  1. シークレット・ハニー 1 船橋から愛をこめて（2012年6月 富士見ファンタジア文庫）
  2. シークレット・ハニー 2 黄金銃を持つ少女（2012年10月 富士見ファンタジア文庫）
- 僕の学校の暗殺部 
  1. 僕の学校の暗殺部（2012年8月 ファミ通文庫）
  2. 僕の学校の暗殺部 2 たぶん個人的な事情（2012年12月 ファミ通文庫）
  3. 僕の学校の暗殺部 3 その日、ロンサム・ジョージは死んだ（2013年7月 ファミ通文庫）

#### ノンシリーズ
- アフリカン・ゲーム・カードリッジズ（2002年12月 角川書店／2007年11月 角川文庫）
- パズルアウト（2003年12月 富士見ミステリー文庫）
- 瞬撃のヴァルキリィ（2005年4月 ファミ通文庫）
- ゴルゴタ（2007年9月 徳間書店／2010年7月 徳間文庫）
- ヴァンガード（2007年10月 スーパーダッシュ文庫）
- 硝煙の向こう側に彼女 武装強行犯捜査・塚田志士子（2009年2月 エンターブレイン／2013年5月 講談社文庫）
- ヴァーティゴ（2009年7月 幻狼ファンタジアノベルス）
- 猟犬 特殊犯捜査・呉内冴絵（2009年9月 講談社／2012年3月 講談社文庫）
- ウェットワークス・ドーベルマン（2011年6月 朝日ノベルズ）
- ブラッドバス（2011年9月 徳間書店／2014年6月 徳間文庫）
- ライフルバード 機動隊狙撃手（2013年4月 角川春樹事務所／2015年8月 ハルキ文庫）
- キャノン・フィストはひとりぼっち（2014年1月 ぽにきゃんBOOKS）
- GIRLS UP-RISING カズアキ×深見真 百合姫表紙画集（2014年2月 一迅社）
- 姫騎士征服戦争（2014年12月 富士見ファンタジア文庫）
- 開門銃の外交官と、竜の国の大使館（2015年1月 ファミ通文庫）
- ヴァイス 麻布警察署刑事課潜入捜査（2016年12月 角川文庫）
- 二世界物語 世界最強の暗殺者と現代の高校生が入れ替わったら（2022年8月 KADOKAWA）

#### ノベライズ
- 探偵王女フジコ
  1. 探偵王女フジコ ペイガン・ゴッドの白狼（2003年5月 富士見ミステリー文庫）
  2. 探偵王女フジコ 2 バトル・オブ・銃器城（2003年7月 富士見ミステリー文庫）
- カンフーハッスル 究極の書（2004年12月 集英社）
- PSYCHO-PASS サイコパス（2013年2月 - 4月 マッグガーデン・Nitroplus Books 上下巻／2014年8月 角川文庫 上下巻）
- ローズガンズデイズ Season1（2013年11月 - 2014年7月 星海社FICTIONS 上下巻）
- PSYCHO-PASS LEGEND 執行官 狡噛慎也 理想郷の猟犬 ユートピア・ハウンド（2015年4月 マッグガーデン・Nitroplus Books／2023年11月 角川文庫）
- 劇場版 PSYCHO-PASS サイコパス（2016年3月 マッグガーデン／2023年11月 角川文庫）
- バイオハザード ヴェンデッタ（2017年5月 角川ホラー文庫）
- 小説 ベルセルク 炎竜の騎士（2017年6月 ヤングアニマルコミックス）
- ガールズシンフォニー 〜少女交響詩〜（2017年8月 ファミ通文庫）
- 劇場版 PSYCHO-PASS サイコパス PROVIDENCE（2024年2月 KADOKAWA）

#### 漫画原作
2006年
- ドラゴンズヘブン（『ヤングガンガン』連載 全3巻）- 作画：笠原夕生

2008年
- ヤングガン・カルナバル（-2011年、『FlexComixネクスト』連載 全5巻）- 作画：佐藤夕子

2010年
- GENEZ（-2011年、『月刊少年エース』連載 全3巻）- 作画：春日井明

2011年
- 魔銃戦域 ディヴァインガン・フロント（-2012年、『Webコミックゲッキン』配信）- 作画：くれいちろう

2012年
- ちょっとかわいいアイアンメイデン（-2016年、『4コマnanoエース』連載 全4巻）- 作画：α・アルフライラ

2013年
- 王様達のヴァイキング（-2019年、『ビッグコミックスピリッツ』連載 全19巻）- ストーリー協力。作画：さだやす

2015年
- 魔法少女特殊戦あすか（-2021年、『月刊ビッグガンガン』連載 全14巻）- 作画：刻夜セイゴ
- マーメイド・ラヴァーズ（-2016年、『コミック アース・スター』連載 全2巻）- 作画：吉岡榊

2016年
- 彼女と旅する崩壊後世界（-2017年、『月刊コミックアライブ』連載 全2巻）- ストーリー協力。作画：貴島煉瓦
- 世界を良くする残酷なメソッド（『月刊Comic REX』連載）- 作画：山波幸介

2017年
- 機動戦士ガンダム サンダーボルト外伝 MS STORIES（『ビッグコミックスペリオール』連載）- 作画：石口十
- ライター×ライター（-2021年、『まんがタイムきららフォワード』連載 全3巻）- 作画：コト

2020年
- Deep Insanity NIRVANA（『月刊ビッグガンガン』連載 全6巻）- 共同原案：海法紀光、作画：塩野干支郎次
- サキュバス&ヒットマン（『チャンピオンRED』連載 既刊11巻）- 作画：刻夜セイゴ

2021年
- 剣仙鏢局（-2023年、『月刊ビッグガンガン』連載 全3巻） - 作画：真じろう

2023年
- たくあかっ！（『まんがタイムきららキャラット』連載） - 作画：藤真拓哉

2024年
- POLICE TRIBE K-9（『ヤングチャンピオン』2024年No.8 - 連載中） - 脚本（共同）：吉上亮、作画：斎夏生、協力：モンスターラウンジ、企画協力：AAO Project
- 学園潜水艦隊マーメイドガールズ（『月刊ビッグガンガン』2024年Vol.06 - 連載中） - 作画：刻夜セイゴ

#### その他
- 漫画『呪術廻戦』第200・201話（『週刊少年ジャンプ』連載）：軍事監修

### ドラマCD
- ドラマCD ヤングガン・カルナバル VOL.1 〜ハイスクール・ヴァーティゴ〜 / フロンティアワークス (ASIN B000VKNL2S)
- ドラマCD ヤングガン・カルナバル VOL.2 〜ブラッドダイヤモンド・プリンセス〜 / フロンティアワークス (ASIN B000XZT724)
- ドラマCD ヤングガン・カルナバル VOL.3 〜ファミリー・ビジネス〜 / フロンティアワークス (ASIN B00120VG46)
- ドラマCD ヤングガン・カルナバル VOL.4 〜ガールファイト〜 / フロンティアワークス (ASIN B00154QTAA)

### 映像

#### テレビアニメ
2012年
- PSYCHO-PASS サイコパス（脚本）

2015年
- がっこうぐらし！（脚本）
- ゆるゆり なちゅやちゅみ!+（シリーズ構成・脚本）
- ゆるゆり さん☆ハイ!（シリーズ構成・脚本）

2016年
- ベルセルク（シリーズ構成・脚本）

2019年
- revisions リヴィジョンズ（シリーズ構成・脚本）
- 魔法少女特殊戦あすか（原作・シリーズ構成・脚本）
- PSYCHO-PASS サイコパス 3（脚本）

2022年
- ブラック★★ロックシューター DAWN FALL（シリーズ構成・脚本）

2023年
- 天国大魔境（シリーズ構成・脚本）

2024年
- キン肉マン 完璧超人始祖編（シリーズ構成・脚本）

#### 劇場アニメ
2015年
- 劇場版 PSYCHO-PASS サイコパス（脚本）

2017年
- バイオハザード: ヴェンデッタ（脚本）

2019年
- PSYCHO-PASS サイコパス Sinners of the System Case.2 First Guardian（脚本）
- PSYCHO-PASS サイコパス Sinners of the System Case.3 恩讐の彼方に＿＿（脚本）

2020年
- PSYCHO-PASS サイコパス 3 FIRST INSPECTOR（脚本）

2023年
- 劇場版 PSYCHO-PASS サイコパス PROVIDENCE（脚本）
- バイオハザード デスアイランド（脚本）

#### Webアニメ
2019年
- 無限の住人-IMMORTAL-（シリーズ構成・脚本）

#### 実写映画
2014年
- ちょっとかわいいアイアンメイデン（原作）

### ゲーム
2015年
- PSYCHO-PASS サイコパス 選択なき幸福（5pb.、シナリオ）

2016年
- 凍京NECRO〈トウキョウ・ネクロ〉（ニトロプラス、原案）

2017年
- 無人戦争2099（株式会社Donuts、原作）

2019年
- ガールズシンフォニー：Ec 〜新世界少女組曲〜（DMM.com OVERRIDE、シナリオ）

2020年
- きららファンタジア（ドリコム、メインクエスト第2部シナリオ）

2021年
- Deep Insanity ASYLUM（スクウェア・エニックス、シナリオ）

2024年
- コードジェム（Salt and Sugar Studio、原作）

### TRPG
2014年
- グランクレスト・リプレイ ライブシリーズ ライブ・ファンタジア（富士見書房、プレイヤー役）

### ライブコンテンツ
2021年-
- BAD TOWN REVERSAL（KADOKAWA→株式会社FIREWORKS、脚本・原作）

## 受賞歴
- 1999年、第1回 ファミ通エンタテインメント大賞ドラマ企画書部門 審査員奨励賞受賞 『WILD DIAMOND』
- 2000年、第1回富士見ヤングミステリー大賞 大賞 『戦う少女と残酷な少年 ブロークン・フィスト』
- 2001年、第1回 エニックス ガンガン スポーツエンターテインメント大賞 原作部門『アバランチ・ラッシュ』佳作
- 2002年、角川NEXT賞 『アフリカン・ゲーム・カートリッジズ』